# Crinodes insularis
Crinodes insularis är en fjärilsart som beskrevs av Rothschild 1917. Crinodes insularis ingår i släktet Crinodes och familjen tandspinnare. Inga underarter finns listade i Catalogue of Life.